# Cekanów
Cekanów [pronunciación en polaco: /t͡sɛˈkanuf/] es un pueblo ubicado en el distrito administrativo de Gmina Rozprza, dentro del Distrito de Piotrków, Voivodato de Łódź, en Polonia central. Se encuentra aproximadamente a 5 kilómetros al noreste de Rozprza, a 9 kilómetros al sur de Piotrków Trybunalski, y a 54 kilómetros al sur de la capital regional Łódź.